# 徐万全
徐万全，湖广浏阳（今湖南浏阳）人，是一名明朝政治人物。岁贡出身。
徐万全曾接替白行中任松江府知府一职，1474年由申刚接任。